# Jeremie Lynch
Pour les articles homonymes, voir Lynch.
Jeremie Lynch, né le 24 mars 1991 en Jamaïque, est un footballeur international jamaïcain jouant au poste d'attaquant.

## Biographie

### But en sélection
| But (1) en sélection de Jeremie Lynch au 21 mai 2012 | But (1) en sélection de Jeremie Lynch au 21 mai 2012 | But (1) en sélection de Jeremie Lynch au 21 mai 2012 | But (1) en sélection de Jeremie Lynch au 21 mai 2012 | But (1) en sélection de Jeremie Lynch au 21 mai 2012 | But (1) en sélection de Jeremie Lynch au 21 mai 2012 | But (1) en sélection de Jeremie Lynch au 21 mai 2012 | But (1) en sélection de Jeremie Lynch au 21 mai 2012 |
| no                                                   | Date                                                 | Sélection                                            | Lieu                                                 | Adversaire                                           | Évolution du score                                   | Résultat                                             | Compétition                                          |
| ---------------------------------------------------- | ---------------------------------------------------- | ---------------------------------------------------- | ---------------------------------------------------- | ---------------------------------------------------- | ---------------------------------------------------- | ---------------------------------------------------- | ---------------------------------------------------- |
| 1                                                    | 18 mai 2012                                          | 1re                                                  | Jarrett Park, Montego Bay                            | Guyana                                               | 1 - 0                                                | 1 - 0                                                | match amical                                         |